# Hussein Arnous
Hussein Arnous (arabsko حسين عرنوس), sirski politik; * 1953, Al-Tah, Idlib, Sirija.
Od 11. junija 2020 službuje kot predsednik vlade Sirije. Arnousovo imenovanje so državni mediji objavili kmalu po tem, ko so poročali, da je predsednik Bashar al-Assad zaradi poslabšanja gospodarske krize odpustil prejšnjega premierja Imada Khamisa.

## Zgodnje življenje
Arnous se je rodil v vasi Al-Tah v okrožju Ma'arrat al-Nu'man v Idlibu. Leta 1978 je na univerzi v Alepu diplomiral iz gradbeništva.

## Kariera
Po tem, ko je diplomiral, je Arnous sodeloval z Idlib Engineering Syndicate. Med letoma 1992 do 2002 je vodil Generalno podjetje za ceste in mostove. Leta 2004 je bil izbran za izvršnega direktorja Generalne ustanove za cestni promet. Nato je bil guverner provinc Deir ez-Zor in Quneitra. Leta 2014 je bil Arnous uvrščen na seznam ministrov sirske vlade, ki jim je bil prepovedan vstop v ZDA ali Evropsko unijo.
Arnous je bil minister za javna dela in stanovanja od leta 2013 do 2018, minister za vodne vire pa od 26. novembra 2018.

### Predsednik vlade
Predsednik Assad je Arnousa 31. avgusta 2020 imenoval na mesto predsednika sirske vlade.